# 卡伊斯一世

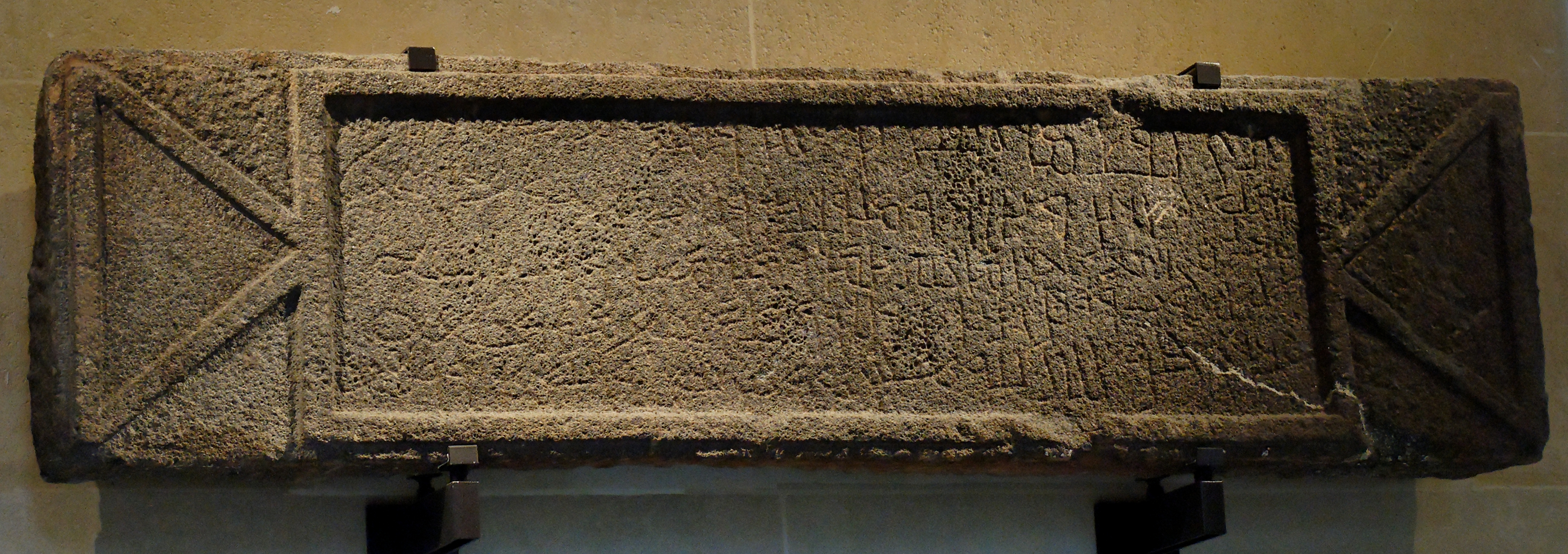
卡伊期一世的墓誌銘。

卡伊斯一世（阿拉伯语：امرؤ القيس بن عمرو）是拉赫姆王國的第二任國王，他的母親Maria bint 'Amr是Ka'b al-Azdi的姊妹。卡伊斯於295年－328年在位，是第一位昄依基督教的拉赫姆國王。穆斯林學者塔巴里指「他為波斯人管治阿拉伯人在伊拉克、漢志及美索不達米亞的所有土地。卡伊斯在他的墓誌銘銘文中被稱為「受嘉勉的阿拉伯人之王」，但阿拉伯人之王的封號亦同時給予哈特拉國王。銘文中亦提及卡伊斯勢力遠至奈季蘭，並曾經圍攻奈季蘭王Shammar Yahri'sh。一些學者在阿拉伯南部的一些銘文中確定卡伊斯的事跡。在同一些銘文中有一起提及卡伊斯及希木葉爾國王 Shammar Yahri'sh.
卡伊斯的墓誌銘－Namara銘文－是阿拉伯文最早期的例証之一。
| 前任者： 阿姆魯一世 | 拉赫姆國王 295年-328年 | 繼任者： 阿姆魯二世 |